# Chaetostricha denticuligera
Chaetostricha denticuligera är en stekelart som beskrevs av Lin 1994. Chaetostricha denticuligera ingår i släktet Chaetostricha och familjen hårstrimsteklar. Inga underarter finns listade i Catalogue of Life.